# أوراشيما تارو

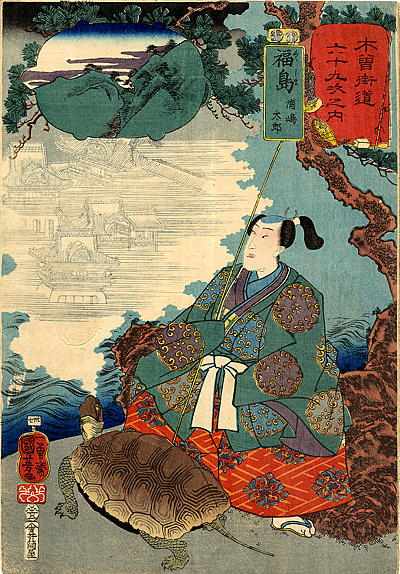
لوحة عن أوراشيما تارو قام برسمها أوتاغاوا كونيوشي

أوراشيما تارو (باللغة اليابانية:浦島太郎) هي أسطورة يابانية حول صياد أسماك يقوم بإنقاذ سلحفاة وعليه فإنه يكافئ بزيارة لقصر التنين ريوغوجو.

## تاريخ
ظهر اسم أوراشيما تارو للمرة الأولى في القرن الخامس عشر في فترة موروماتشي في كتاب أوتوغيزوشي ولكن القصة في الواقع هي أقدم من ذلك، حيث يقال أنها تعود إلى القرن الثامن في فترة ياماتو. حيث تشير الكتب من تلك الفترة مثل نيهون شوكي ومانيوشو إلى قصة أوراشيما تارو باسم أوراشيماكو على الرغم من أن محتوى القصة هو ذاته. وهذا بسبب تغير نظام تسمية الأسماء في اليابان بين العهدين المذكورين حيث كانت تستخدم اللاحقة (كو) وتعني ولد في نهاية أسماء الذكور والإناث سابقاً، بينما في عهود لاحقة أصبحت تستخدم غالباً في أسماء الإناث، وتم استبدالها بلاحقة (تارو) وتعني الشاب الصغير في نهاية أسماء الذكور.

## أحداث القصة
في أحد الأيام شاهد أحد الصيادين ويدعى أوراشيما تارو- سلحفاة صغيرة كادت أن تغرق بفعل بعض الأطفال. استطاع تارو إنقاذ السلحفاة وأعادها للمياه. وفي اليوم التالي همست سلحفاة كبيرة لتارو وقالت له أن السلحفاة الصغيرة التي أنقذها أمس هي ابنة إمبراطور البحر وأنه يريد مقابلته ليشكره. أخذت السلحفاة الكبيرة تارو بعد أن أعطته خياشيم إلى قاع البحر للمقابلة. وصل تارو إلى قصر التنين وقابل الإمبراطور والسلحفاة الصغيرة التي أنقذها.
قضى تارو بضعة أيام ثم أراد العودة لقريته لرؤية أمه فاستأذن من السلحفاة الصغيرة. قالت له السلحفاة أنها تتمنى أن يقضي معهم وقت أطول ومع ذلك فهي تتمنى له حياة سعيدة. أعطت السلحفاة الصغيرة لتارو صندوق عجيب وطلبت منه ألا يفتحه أبدا مهما كان السبب وأن يحتفظ به. ركب تارو على ظهر السلحفاة التي أحضرته إلى قاع البحر وعاد إلى القرية.
ولكن عند عودته للقرية فوجئ بكل شيء قد تغير. فقد اختفى أصحابه وأمه وبيته وكل من عرفهم. لم يتعرف على الأناس أهل القرية. سألهم إذا كانوا يعرفوا شخص يدعى أوراشيما تارو فأخبروه أنهم سمعوا عن هذا الشخص وأنه قد أختفى في البحر منذ زمن بعيد. اكتشف تارو أنه مضى 300 سنه منذ أن ترك القرية ونزل إلى البحر.
جلس تارو لا يفهم ماذا يحدث. قرر فتح الصندوق. وعندما فتحه رأى دخان أبيض كثيف يخرج من الصندوق وفجأه انحنى ظهره وتقدم في العمر سنين ونبتت لحيته البيضاء وأصبحت طويلة. وجاءه صوت السلحفاة الصغيرة الحزين من البحر تقول له "ألم أخبرك ألا تفتح الصندوق؟! إنه عمرك الطويل..."